# Мадонна-ді-Сан-Лука
Церква Мадонна-ді-Сан-Лука (італ. Madonna di San Luca) — храмова споруда в Болоньї, відносно нещодавня на тлі інших старовинних храмів міста.

## Передісторія

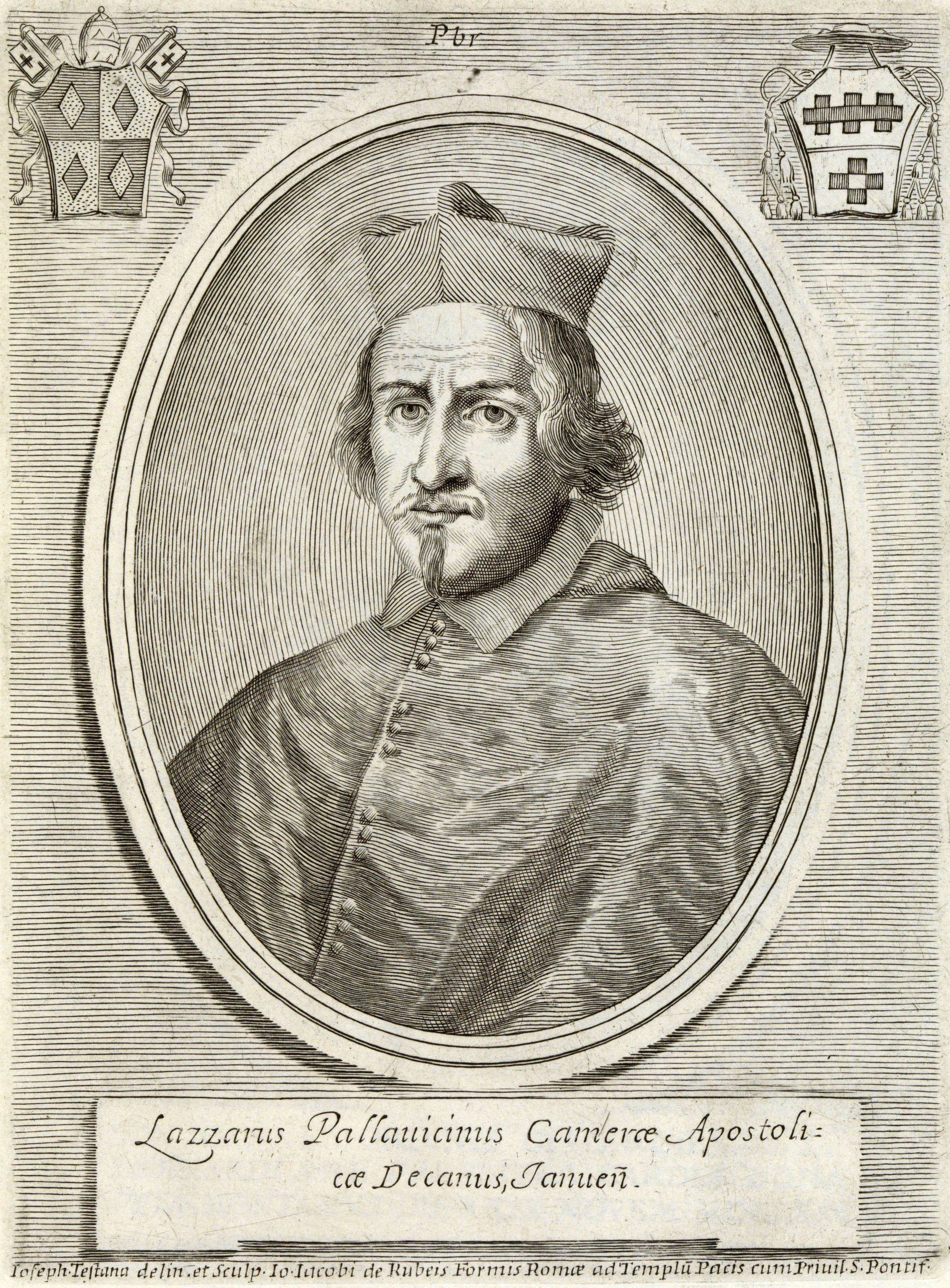
Гравер Джузеппе Тестана, портрет кардинала Лаццаро Паллавічіні, до 1679 р.

За церковною легендою головну храмову ікону створив євангеліст Лука. Один з паломників у Константинополь отримав її у храмі Святої Софії та перевіз у Італію.
Первісно на Караульному пагорбі за міськими фортечними стінами була побудована каплиця. В період між 1603—1623 роками капличку перебудували та збільшили. Була перебудована не лише капличка, а і її дзвіниця у 1609—1619 рр. Болонья роками управлялась папськими легатами (намісниками папи римського). Черговий папський легат Лаццаро Паллавічіні склав заповіт, за котрим на верхівці пагорба утворили новий будівельний майдан, а 1696 року розпочали побудову нової церкви для паломників. До храму згодом додали чотири нові каплиці.

## Архітектори і споруда
З 1708 року будівництвом новітнього за проектом храму почали керувати архітектори Карло Франческо Дотті та Донато Фазано. Цей будівельний період закінчися 1713 року.
Незважаючи на довгу попередню історію храм почали будувати 1723 року за проектом архітектора Карло Франческо Дотті в стилі пізнього італійського бароко. Будівництво тривало довго, практично сорок два (42) роки. Сам храм висвятив лише 25 березня 1765 року архиієпископом Вінченцо Мальвецці . Архітектор і автор проекту мав сина, теж архітектора. По смерті батька будівництво продовжив його син Джованні Джакомо Дотті за малюнками і креслениками батька до 1774 року.
Але оздоблення храму все ще тривало. 1815 року храмова споруда отримала нові мармурові вівтарі. Проекти-малюнки для них створив Анджело Вентуролі. Цікаво, що остаточний декор купола, що вінчав храм, закінчили тільки 1950 року.

## Скарби мистецтва в храмі
Вівтарні картини і для храму створили болоньські художники Гвідо Рені та Гверчіно, Донато Кресті та скульптори Бернардино Каметті, Гаетано Гандольфі..

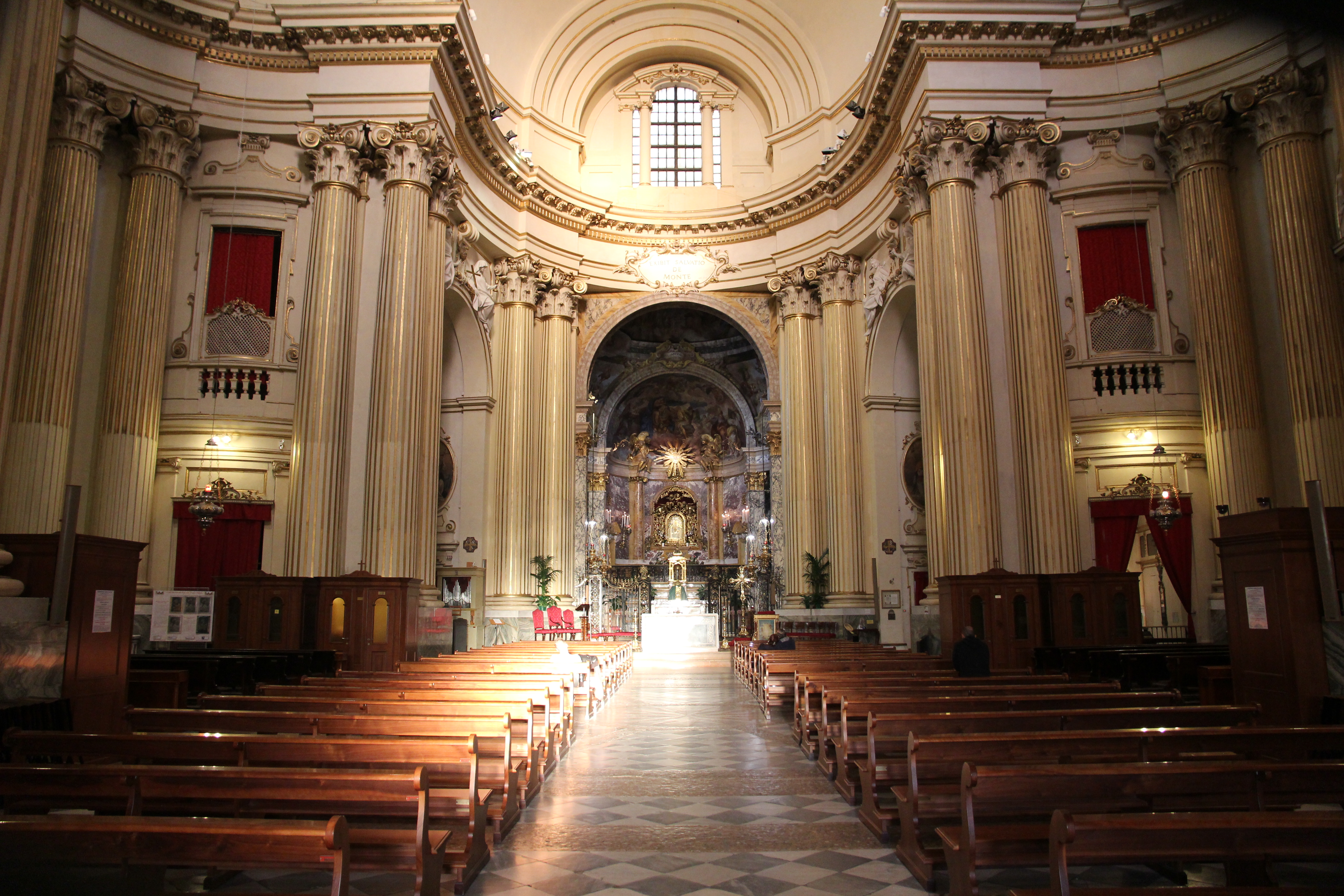
Шлях до головної храмової ікони.
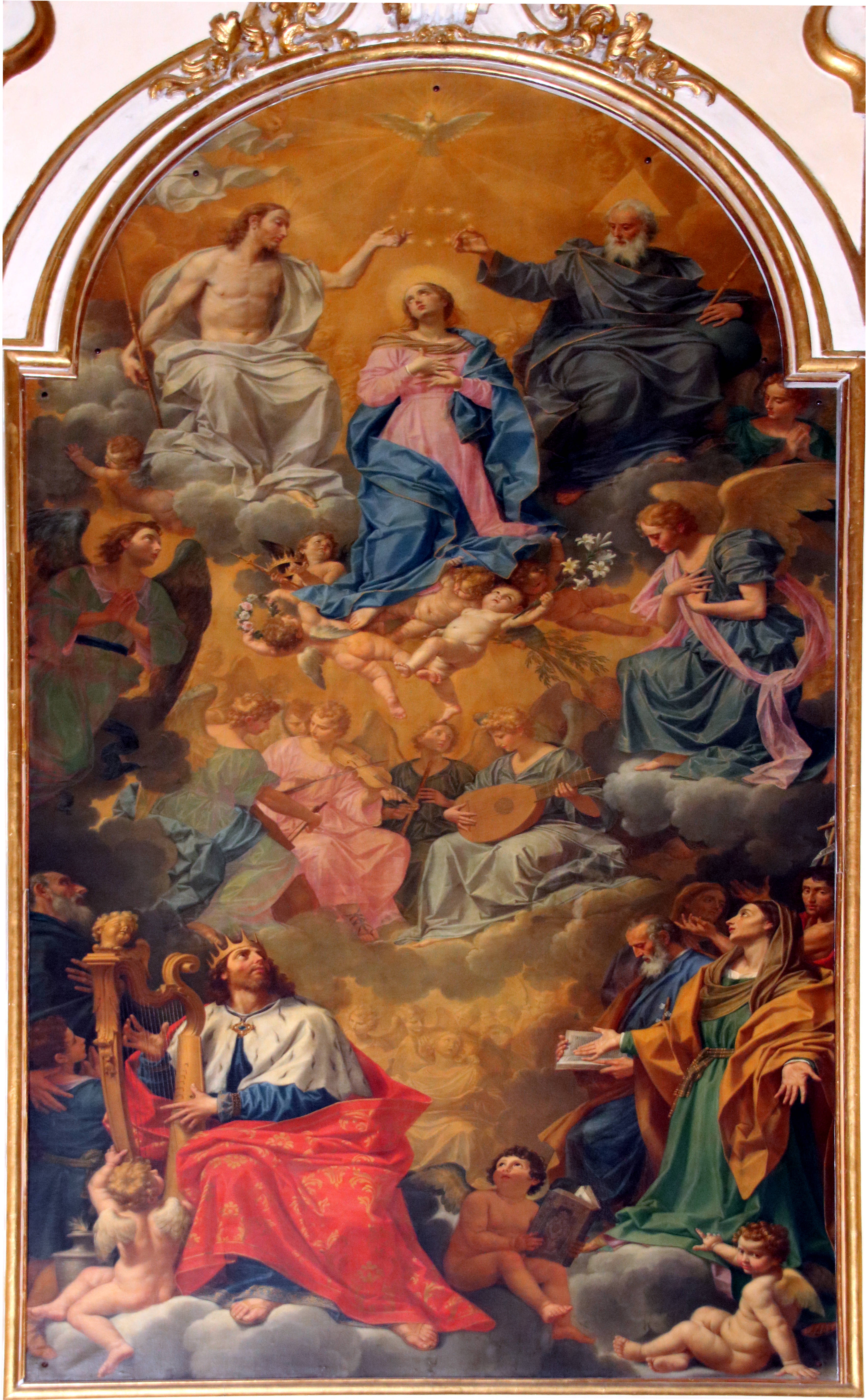
Донато Кресті. Коронування Богородиці, до 1744 р. Церква Мадонна-ді-Сан-Лука, Болонья
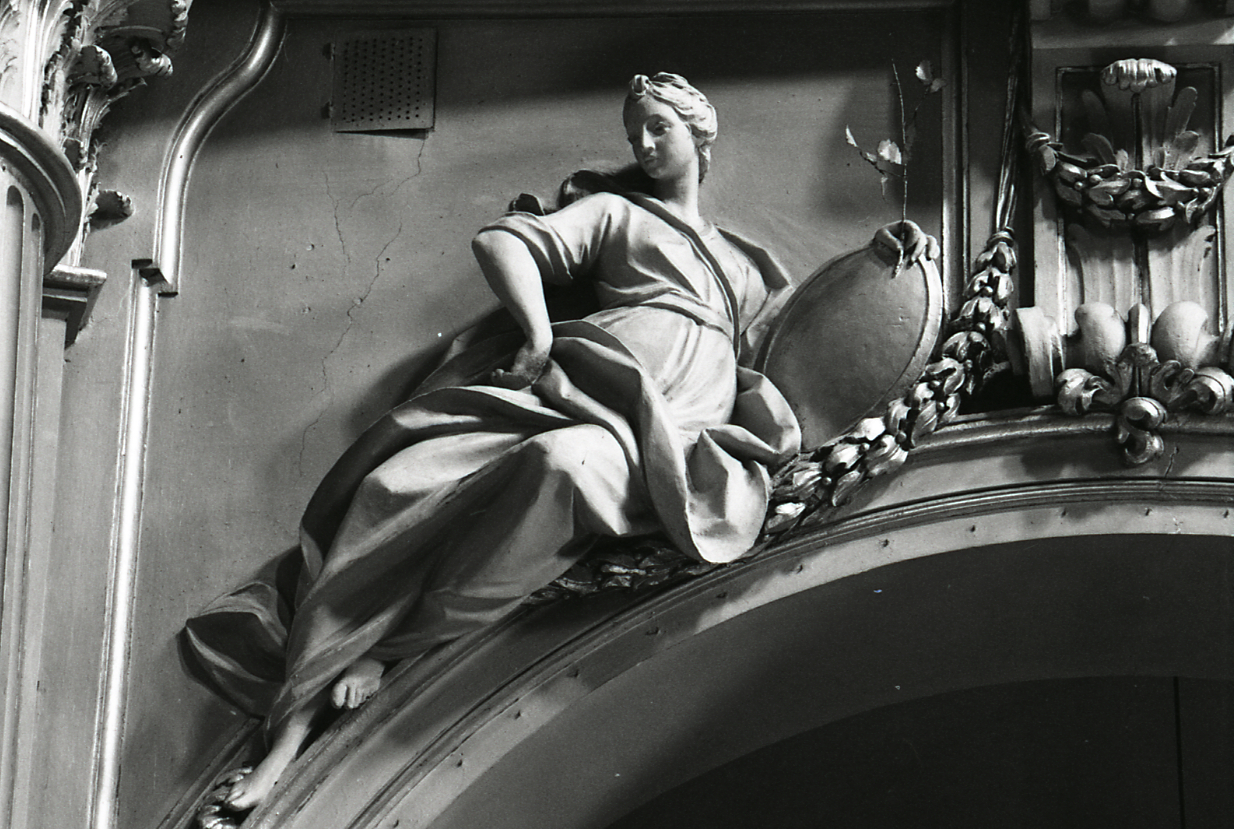
Зразок ліпленого декору. Церква Мадонна-ді-Сан-Лука, Болонья
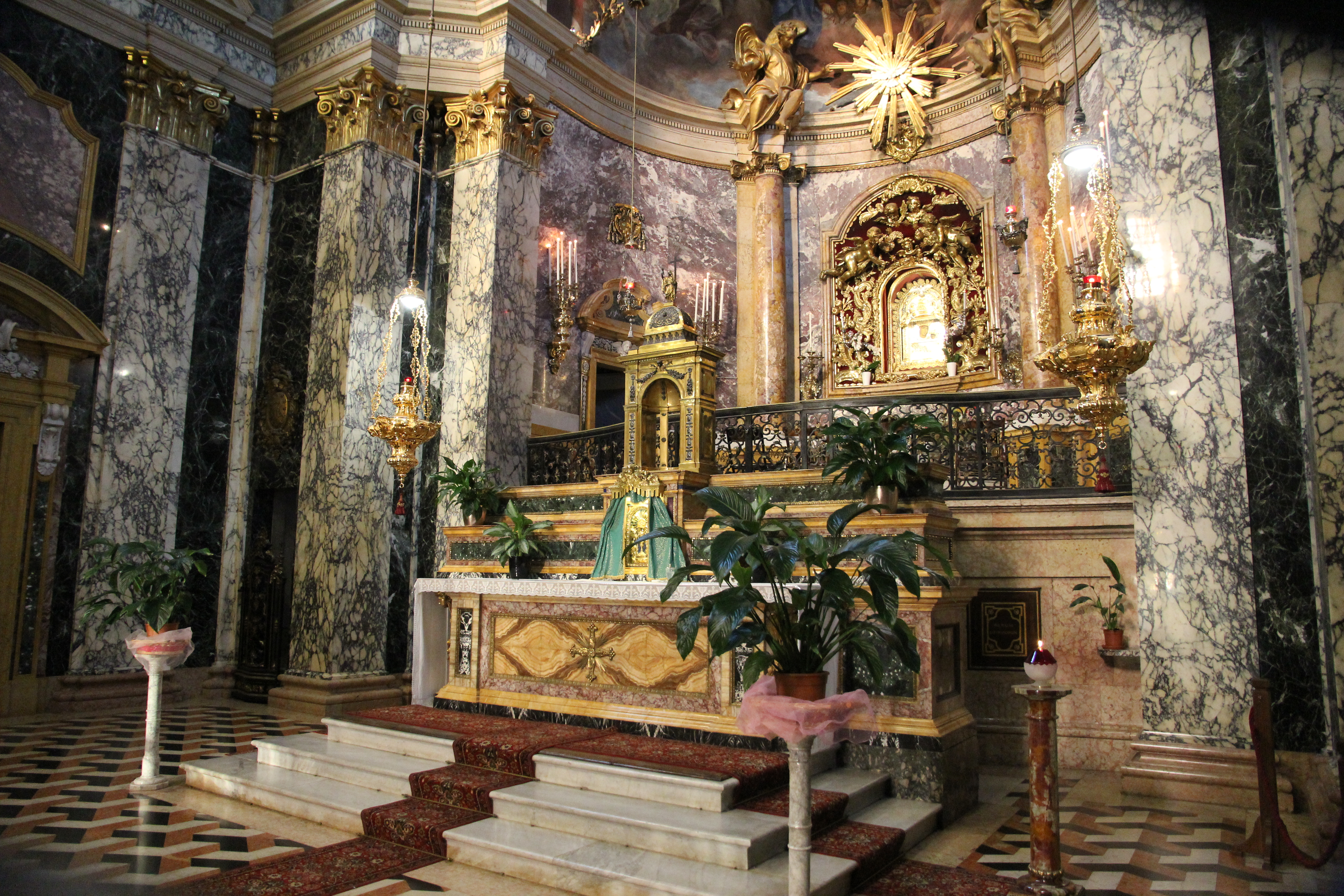
Вівтар з головною храмовою іконою Богородиці. Церква Мадонна-ді-Сан-Лука, Болонья
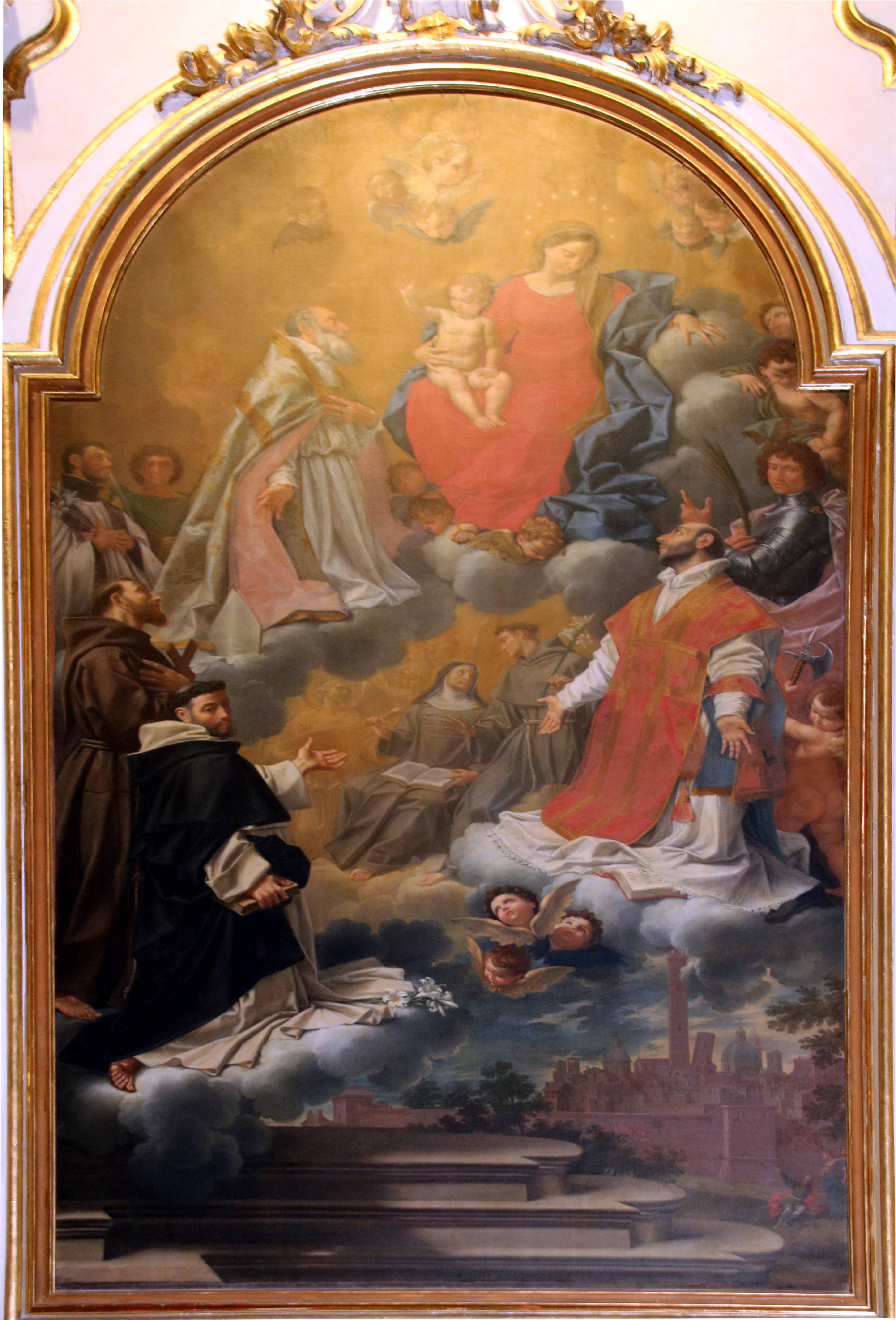
Донато Креті. Богородиця і головні покровителі міста Болоньї, 1745 р. Церква Мадонна-ді-Сан-Лука, Болонья
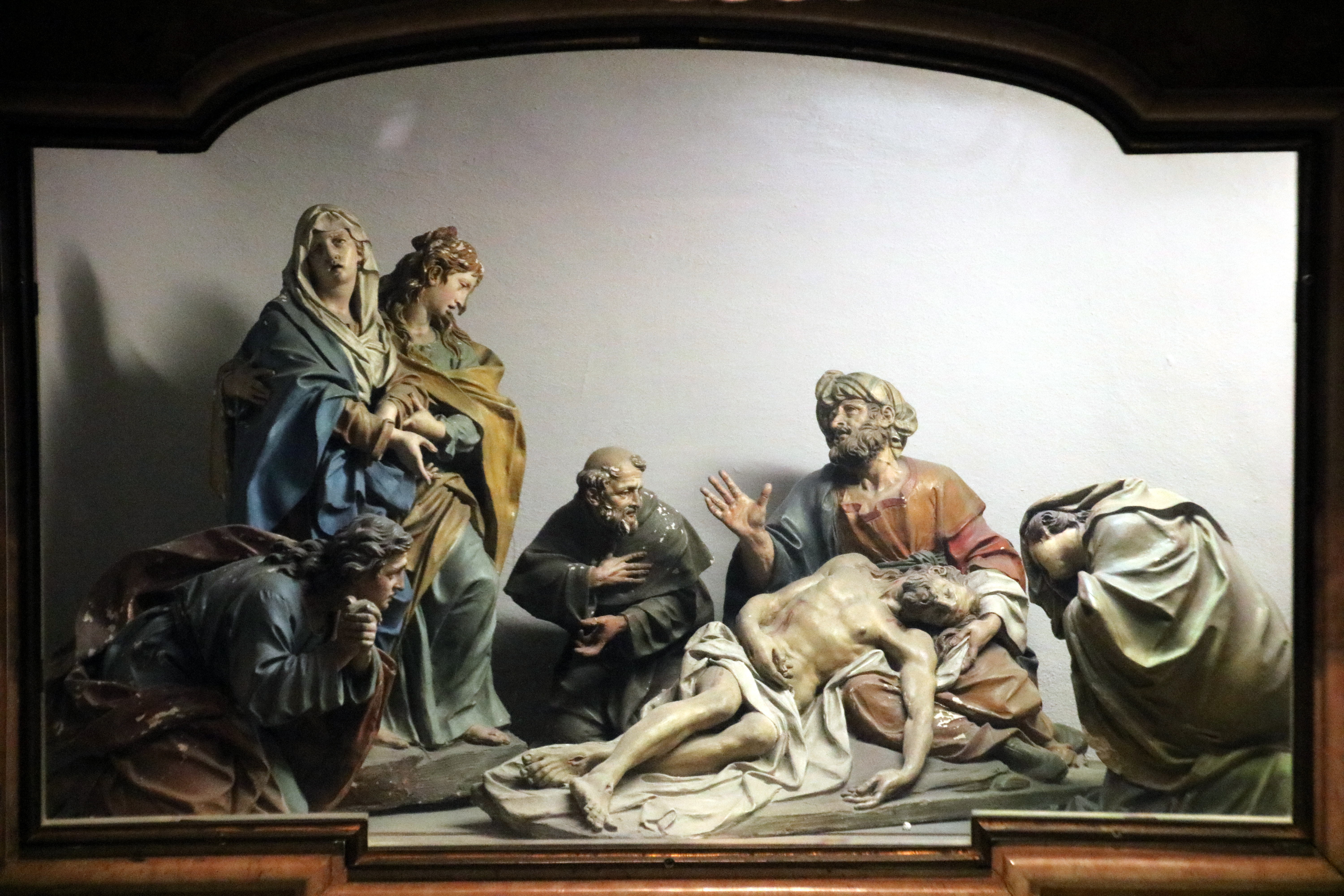
Скульптор Гаетано Гандольфі. Оплакування Христа.
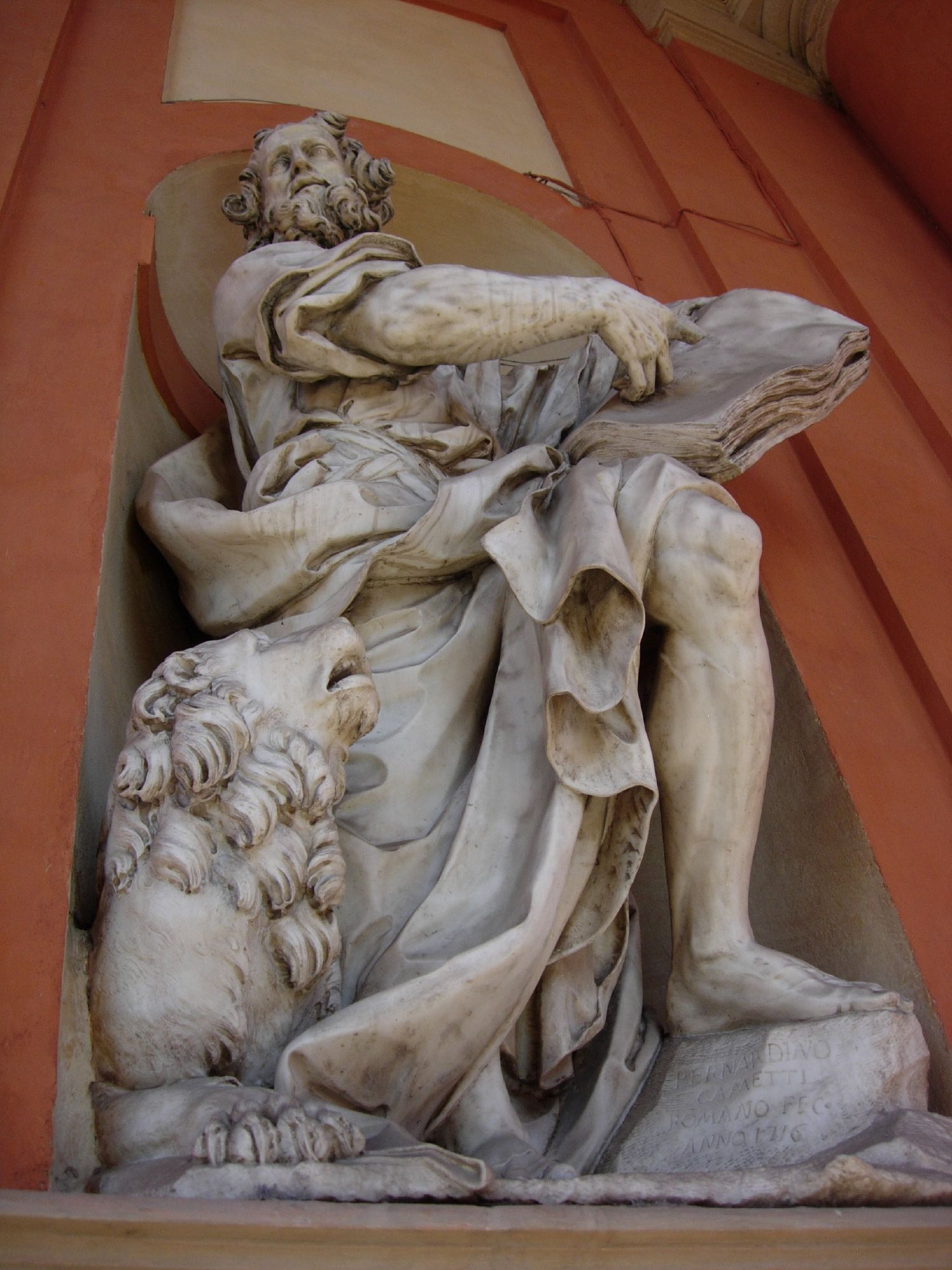
Скульптор Бернардино Каметті. Євангеліст Марк

## Галерея історичних фото

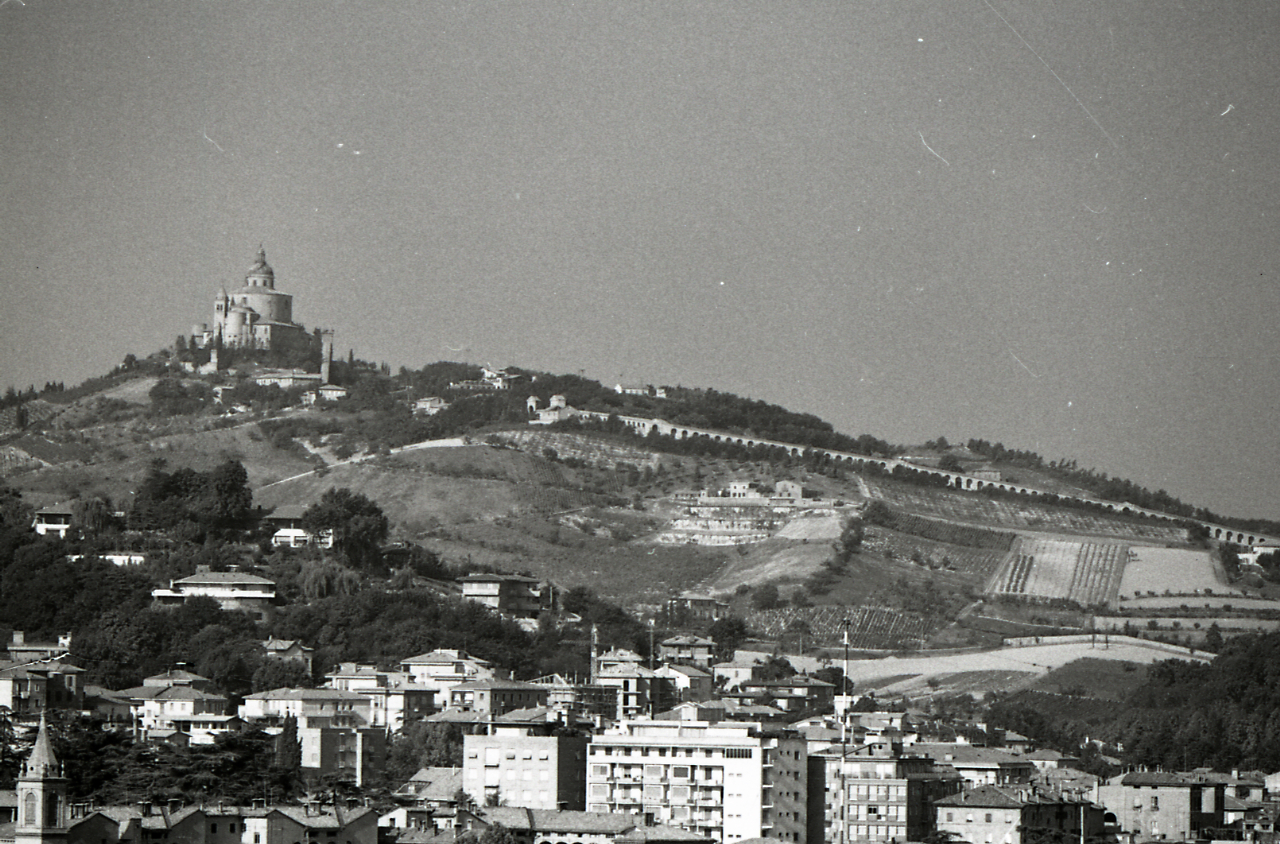
Загальний вигляд храмового комплексу, фото Паоло Монті (1908-1982).
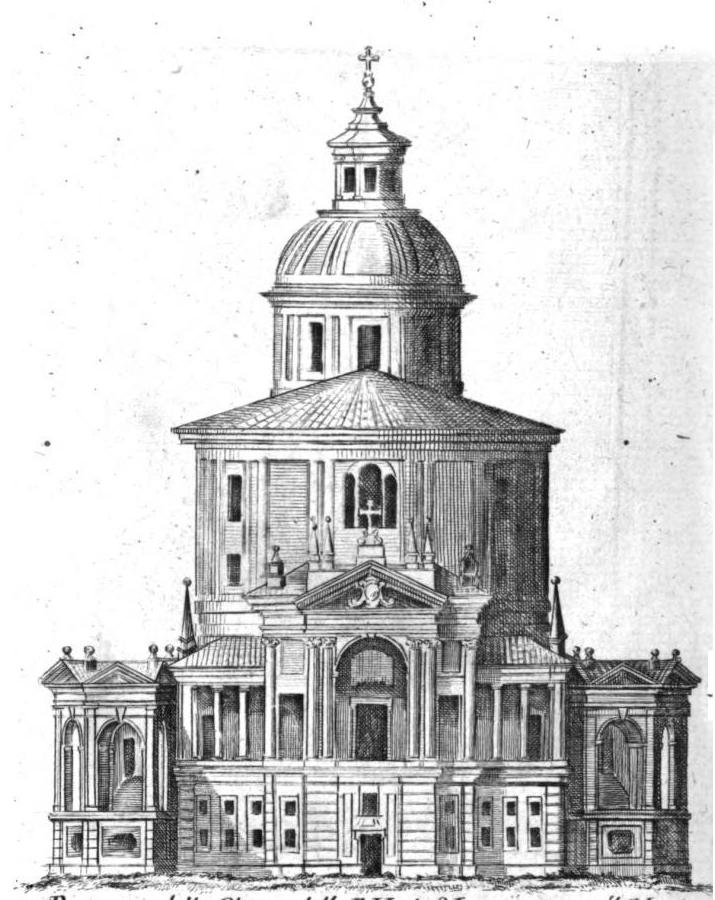
Малюнок головного фасада храмової церкви, 1826 р.
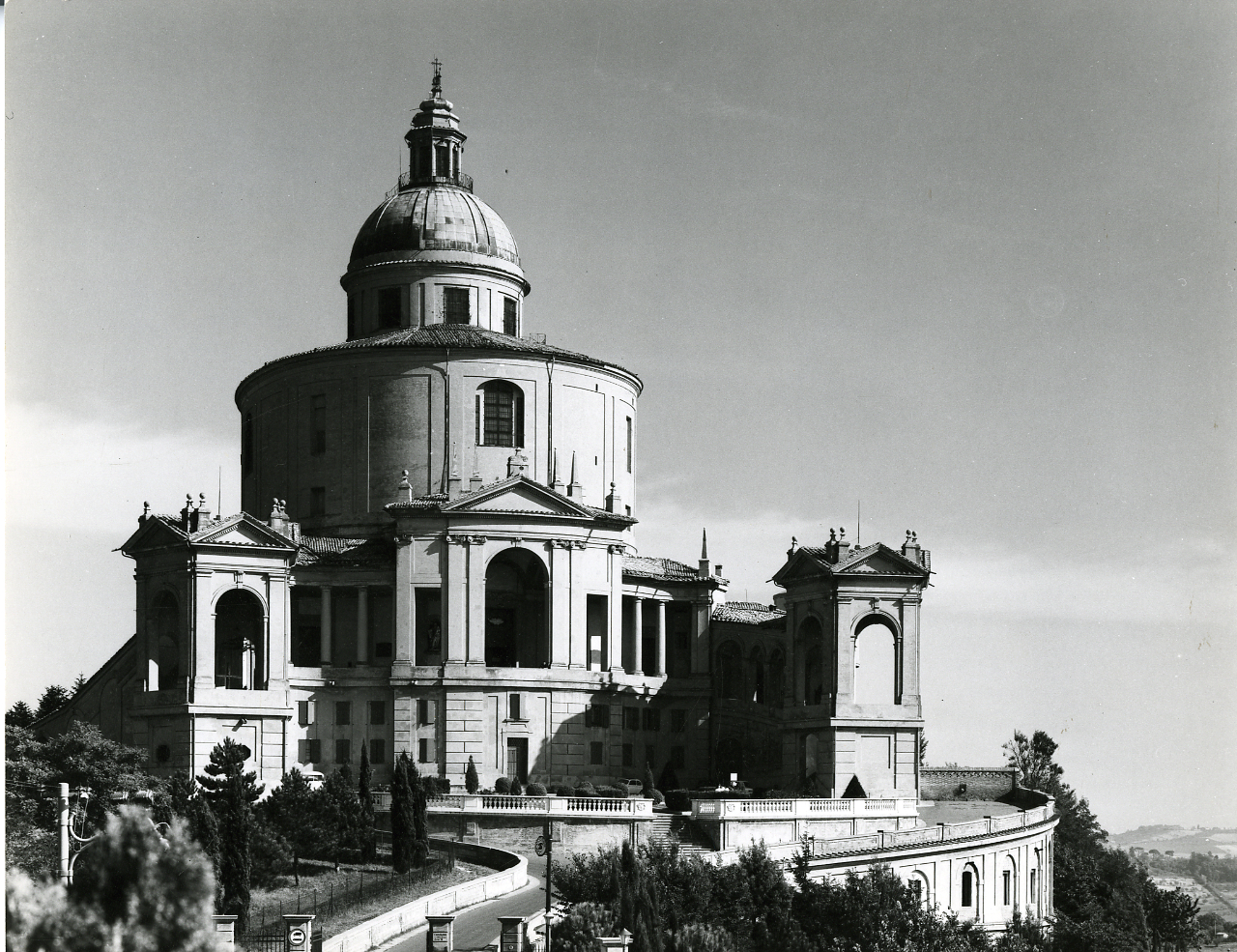
Фото після 1953 р. Автор Паоло Монті (1908-1982).

## Галерея нещодавніх фото

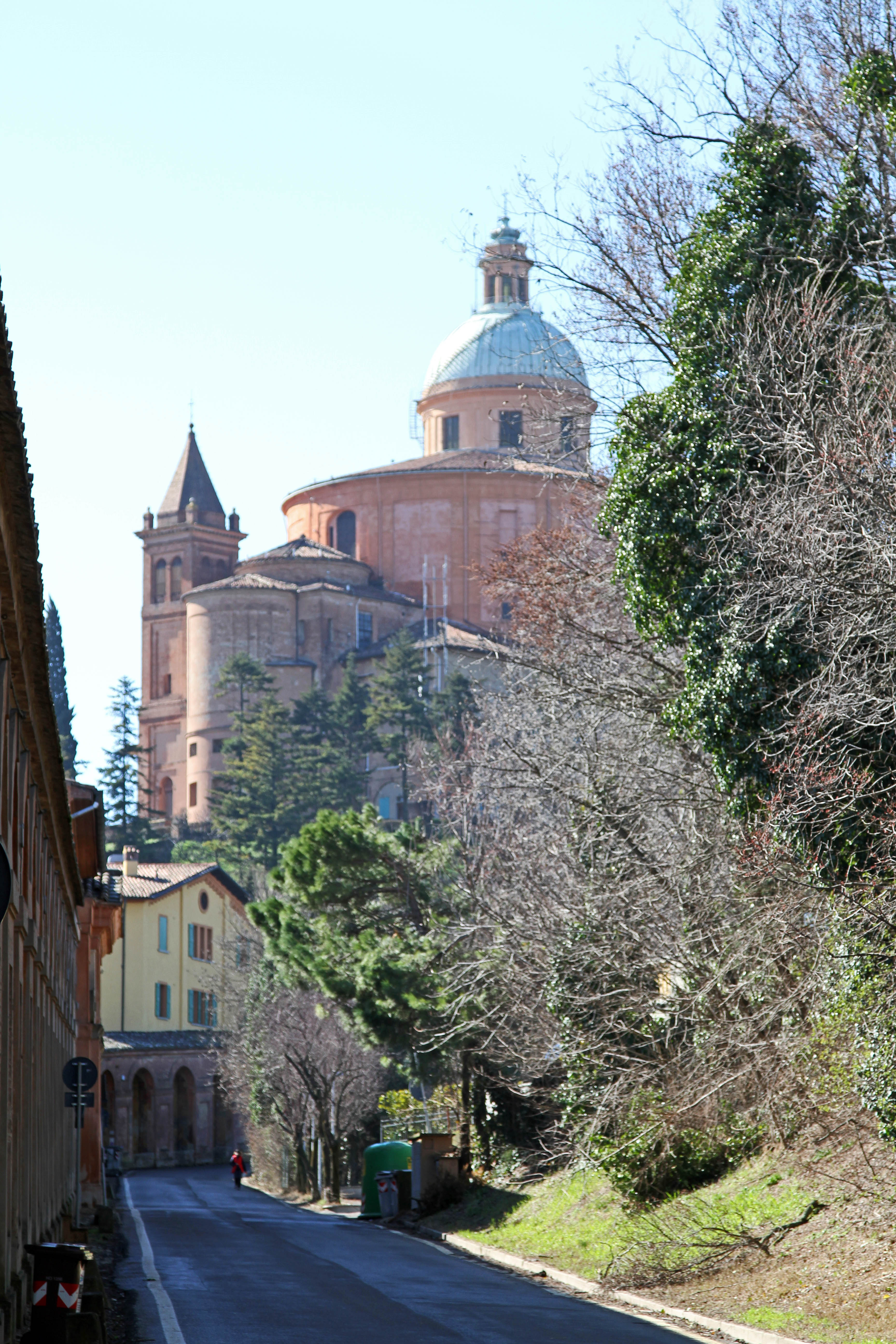
Фото 2010 р.
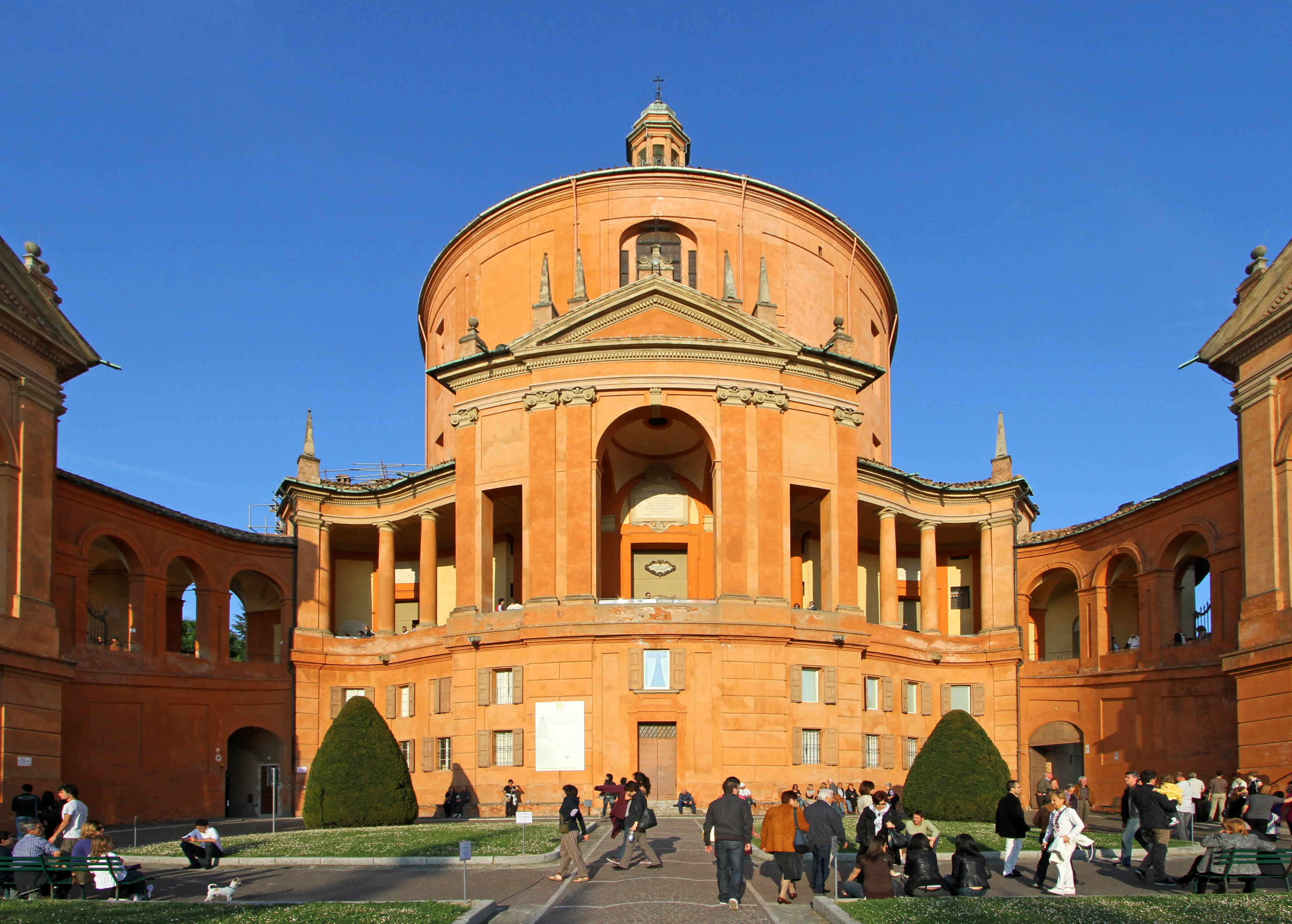
Фото 2011 р.
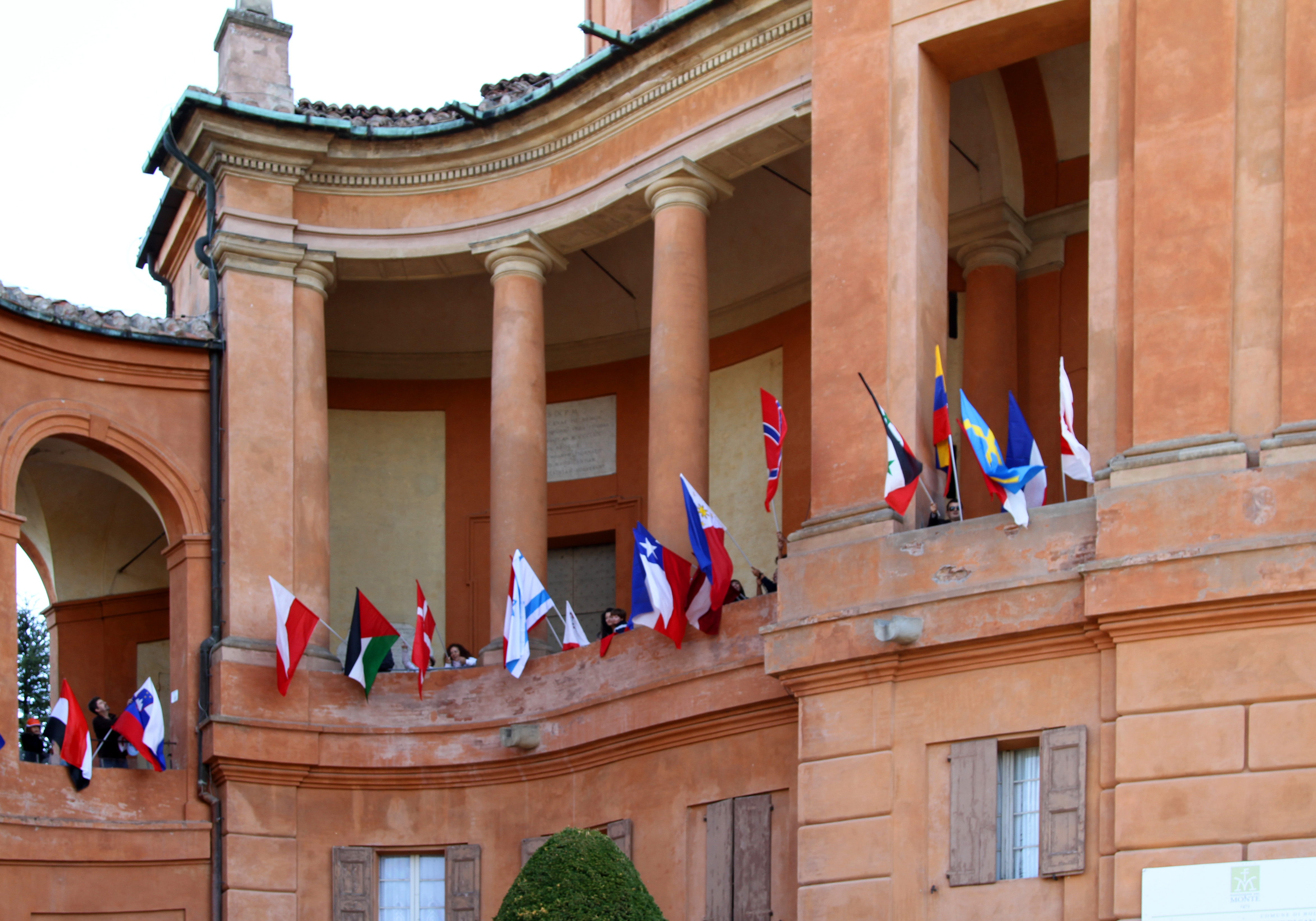
Фото 2011 р.
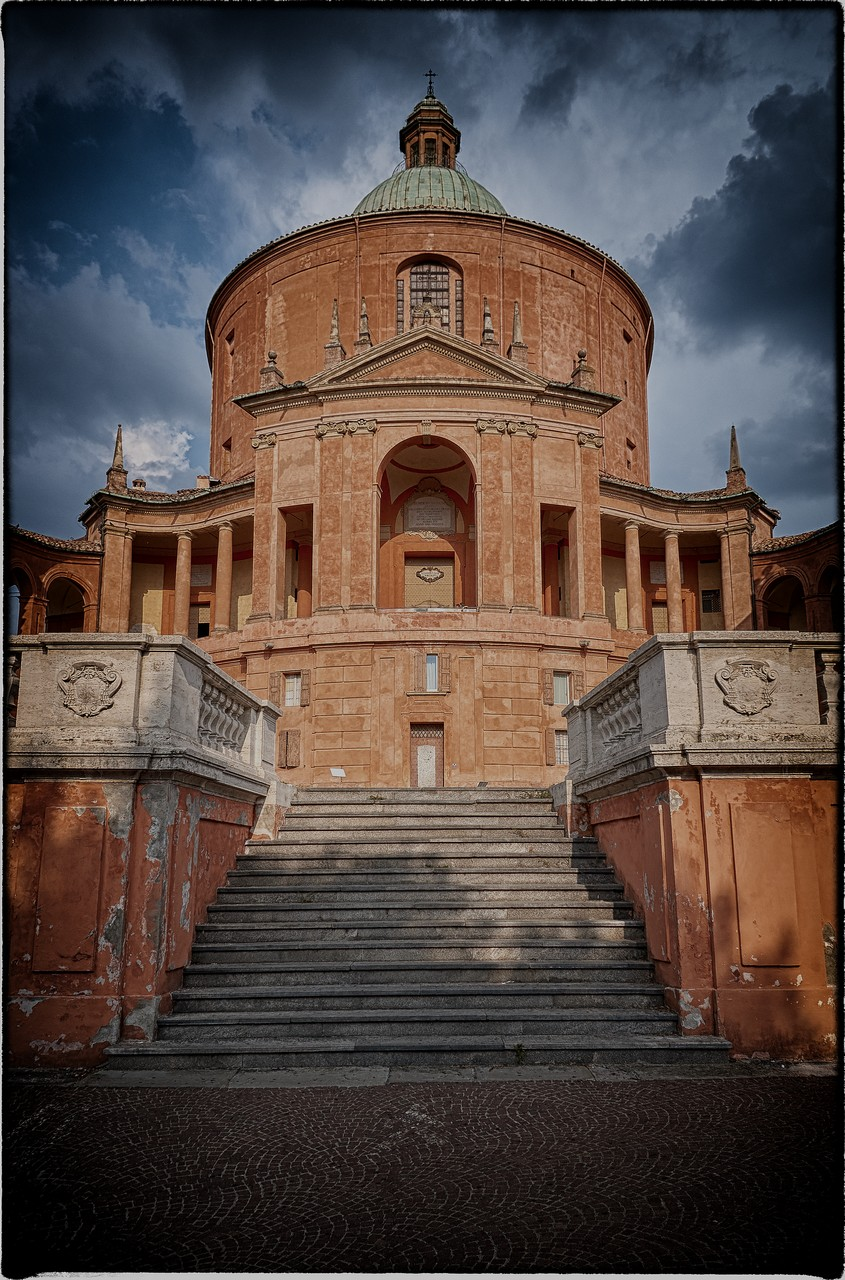
Фото 2018 р.